# Olga Wasiukowa
Olga Pietrowna Wasiukowa (ros. Ольга Петровна Васюкова; ur. 8 maja 1980 w Budapeszcie) – rosyjska pływaczka synchroniczna, mistrzyni olimpijska z Sydney, mistrzyni Europy.
W 2000 wzięła udział w letnich igrzyskach olimpijskich w Sydney, w ramach których wystąpiła jedynie w rywalizacji drużyn. W tej konkurencji Rosjance udało się wywalczyć złoty medal dzięki rezultatowi 99,146 pkt. W latach 1999–2000 na mistrzostwach Europy (Stambuł, Helsinki) wywalczyła dwa złote medale.